# Toowoomba
Toowoomba – miasto w Australii, w stanie Queensland, w samorządzie Toowoomba Region, miejscowość satelicka dla Brisbane, głównego ośrodka stanowego. Graniczy z Brisbane od zachodu (z dzielnicą Lockyer Valley Region), jednakże od centrum biznesowego Brisbane oddalone jest o ok. 100 km. Położone w regionie i aglomeracji South East Queensland.
W tym mieście rozwinął się przemysł spożywczy, włókienniczy, odzieżowy, maszynowy, chemiczny, meblarski, materiałów budowlanych oraz drzewny. Działa tutaj Uniwersytet Południowego Queenslandu.

## Sport
W mieście rozgrywany jest co roku, kobiecy turniej tenisowy rangi ITF, pod nazwą Hutchinson Builders Toowoomba Tennis International, z pulą nagród 25000 $. W mieście tym urodził się równiesz dwukrotny mistrz serii IRL IndyCar Series, Will Power.